# The Memory of Trees
The Memory of Trees (englisch für: „Die Erinnerung der Bäume“) ist das vierte Studioalbum der irischen Sängerin Enya aus dem Jahr 1995.

## Hintergrund
The Memory of Trees erschien erstmals am 17. November 1995 durch das Musiklabel WEA Records. Die Veröffentlichung erfolgte zunächst auf CD, am 7. Dezember 2018 folgte die Veröffentlichung als Vinylplatte. Das Albumcover ist eine Anspielung auf das Werk The Young King of the Black Isles des US-amerikanischen Malers und Illustratoren Maxfield Parrish.
Aus dem Album wurden mit Anywhere Is (3. November 1995) und On My Way Home (22. November 1996) zwei Singles ausgekoppelt.

## Titelliste
| #   | Titel               | Länge |
| --- | ------------------- | ----- |
| 1.  | The Memory Of Trees | 4:19  |
| 2.  | Anywhere Is         | 3:59  |
| 3.  | Pax Deorum          | 4:59  |
| 4.  | Athair ar neamh     | 3:42  |
| 5.  | From Where I Am     | 2:22  |
| 6.  | China Roses         | 4:49  |
| 7.  | Hope Has A Place    | 4:48  |
| 8.  | Tea-House Moon      | 2:43  |
| 9.  | Once You Had Gold   | 3:18  |
| 10. | La soñadora         | 3:38  |
| 11. | On My Way Home      | 5:09  |

## Kommerzieller Erfolg

### Chartplatzierungen
| ChartsChartplatzierungen       | Höchstplatzierung | Wochen |
| ------------------------------ | ----------------- | ------ |
| Deutschland (GfK)              | 4 (36 Wo.)        | 36     |
| Österreich (Ö3)                | 3 (16 Wo.)        | 16     |
| Schweiz (IFPI)                 | 3 (24 Wo.)        | 24     |
| Vereinigte Staaten (Billboard) | 9 (66 Wo.)        | 66     |
| Vereinigtes Königreich (OCC)   | 5 (31 Wo.)        | 31     |

| ChartsJahrescharts (1995)    | Platzierung |
| ---------------------------- | ----------- |
| Vereinigtes Königreich (OCC) | 20          |

| ChartsJahrescharts (1996)      | Platzierung |
| ------------------------------ | ----------- |
| Deutschland (GfK)              | 23          |
| Österreich (Ö3)                | 22          |
| Schweiz (IFPI)                 | 28          |
| Vereinigte Staaten (Billboard) | 31          |
| Vereinigtes Königreich (OCC)   | 61          |

### Auszeichnungen für Musikverkäufe
| Land/Region                  | Auszeichnungen für Musikverkäufe (Land/Region, Auszeichnung, Verkäufe) | Verkäufe  |
| ---------------------------- | ---------------------------------------------------------------------- | --------- |
| Argentinien (CAPIF)          | Platin                                                                 | 40.000    |
| Australien (ARIA)            | 4× Platin                                                              | 280.000   |
| Belgien (BRMA)               | Platin                                                                 | (50.000)  |
| Brasilien (PMB)              | Platin                                                                 | 250.000   |
| Deutschland (BVMI)           | Gold                                                                   | (250.000) |
| Europa (IFPI)                | 2× Platin                                                              | 2.000.000 |
| Finnland (IFPI)              | Gold                                                                   | (21.714)  |
| Frankreich (SNEP)            | Gold                                                                   | (100.000) |
| Japan (RIAJ)                 | 3× Platin                                                              | 600.000   |
| Kanada (MC)                  | Platin                                                                 | 100.000   |
| Neuseeland (RMNZ)            | 2× Platin                                                              | 30.000    |
| Niederlande (NVPI)           | Platin                                                                 | (100.000) |
| Österreich (IFPI)            | Platin                                                                 | (50.000)  |
| Polen (ZPAV)                 | Gold                                                                   | (50.000)  |
| Schweden (IFPI)              | Platin                                                                 | (100.000) |
| Spanien (Promusicae)         | 3× Platin                                                              | (300.000) |
| Vereinigte Staaten (RIAA)    | 3× Platin                                                              | 3.000.000 |
| Vereinigtes Königreich (BPI) | 2× Platin                                                              | (600.000) |
| Insgesamt                    | 4× Gold · 26× Platin ·                                                 | 6.350.000 |

Hauptartikel: Enya/Auszeichnungen für Musikverkäufe